# Auskerry

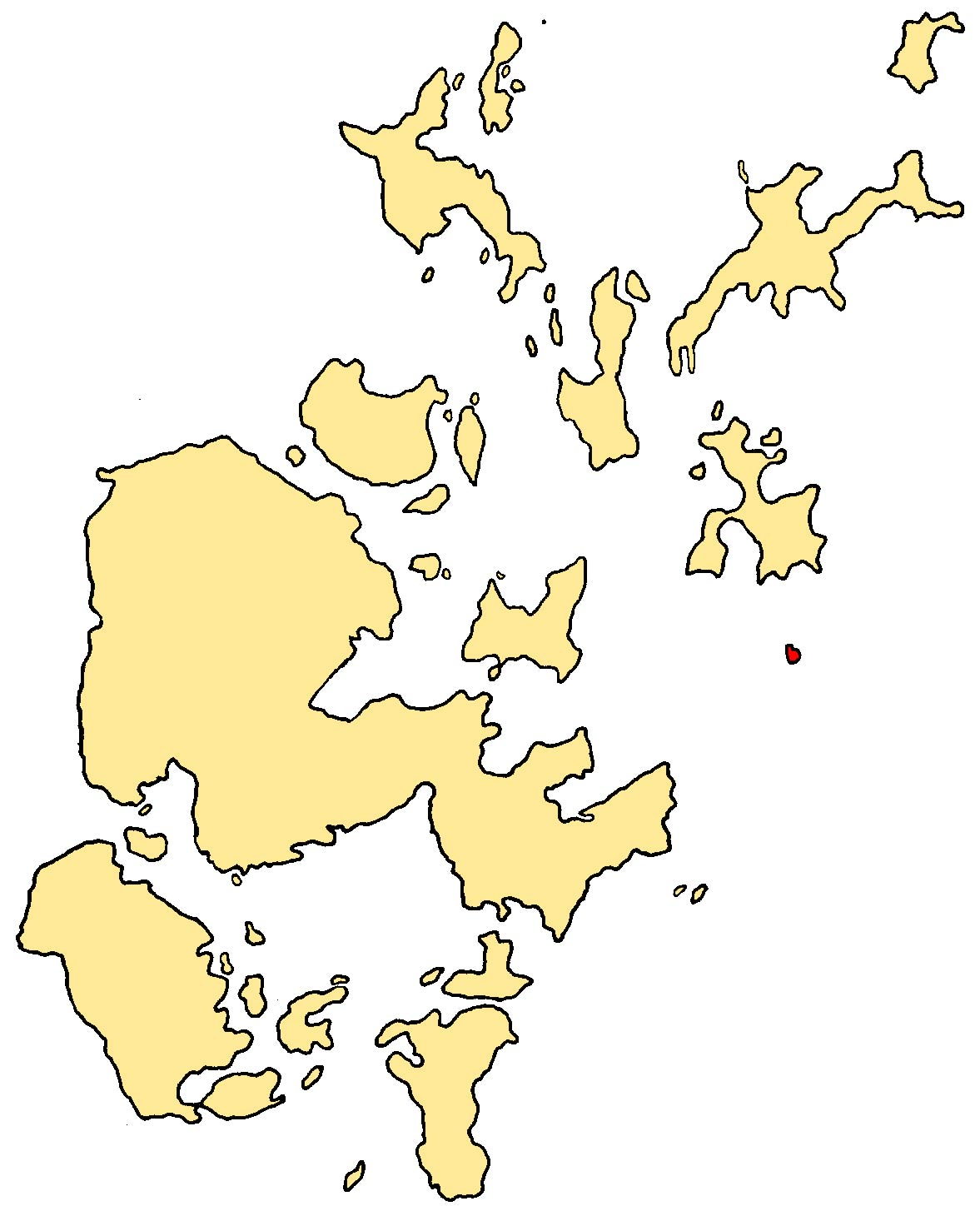
Localização de Auskerry

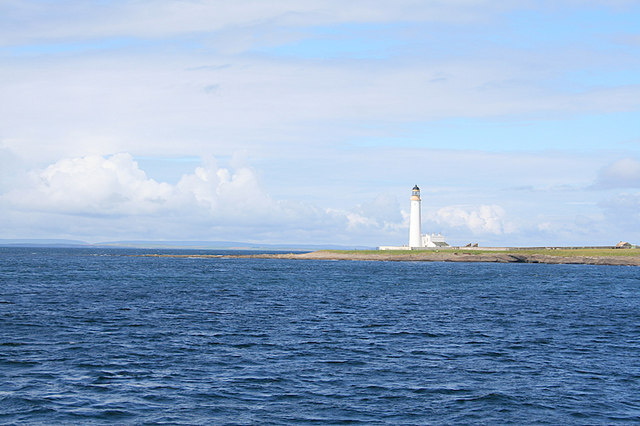
Farol em Auskerry

Auskerry é uma ilha localizada no arquipélago das Orcadas, na Escócia. Auskerry encontra-se ao sul de Stronsay e abriga uma população de somente 5 pessoas (segundo o censo de 2001). É uma zona protegida por ser um lugar de criação do Gaivota do Ártico (Sterna paradisaea) e Procellariiformes.